# Woytkowskia gruberi
Woytkowskia gruberi är en skalbaggsart som beskrevs av Martins och Maria Helena M. Galileo 1992. Woytkowskia gruberi ingår i släktet Woytkowskia och familjen långhorningar.
Artens utbredningsområde är Costa Rica. Inga underarter finns listade i Catalogue of Life.